# 「紫の女」殺人事件
『「紫の女」殺人事件』（むらさきのおんなさつじんじけん）は、内田康夫の小説。浅見光彦シリーズの1つで、2014年に徳間文庫から出版された。
2022年12月12日にテレビ東京系「月曜プレミア8」枠でテレビドラマ化。

## あらすじ
京都の老舗菓子店「芳華堂」で殺人事件が発生。不可解な点が多く、浅見たちは捜査に苦労するが、着実に真実へと近づいていく。

## 登場人物

### 主要人物
浅見光彦（あさみ みつひこ）
主人公。

浅見陽一郎（あさみ よういちろう）
警察庁刑事局の警察官。光彦の兄。

浅見雪江（あさみ ゆきえ）
光彦、陽一郎の母。

### 芳華堂の関係者
曾宮一恵（ひのみや かずえ）
和菓子店「芳華堂」の娘。

曾宮華江（ひのみや はなえ）
和菓子店「芳華堂」従業員、一恵の母。

曾宮健夫（ひのみや たけお）
和菓子店「芳華堂」店長、一恵の父。

若尾剛（わかお つよし）
華江の元婚約者。

春田雅江（はるた まさえ）
華江の母。

## 書誌情報
- 『「紫の女」殺人事件』、著作：内田康夫、出版：2014年6月6日、ISBN 978-4-19-893839-0

## テレビドラマ
『内田康夫サスペンス 浅見光彦 源氏物語殺人事件』のタイトルで2022年12月12日にテレビ東京系列「月曜プレミア8」枠で放送。主演は岩田剛典。

### 出演者
※出典：
- 浅見光彦 - 岩田剛典
- 浅見雪江 - 丘みつ子
- ミステリー作家 - 榎木孝明
- 浅見陽一郎 - 高橋克典
- 曾宮一恵 - 久保田紗友
- 曾宮華江 - 大路恵美
- 曾宮健夫 - 山中聡
- 若尾剛 - 加藤雅也
- 春田雅江 - かたせ梨乃
- 吉田美佳子

### ゲスト
※出典：
- 酒井美紀
- 窪塚俊介
- 湯江タケユキ
- 中川晴樹
- 永野宗典
- 春海四方
- 水木薫

### スタッフ
- 原作 - 内田康夫「『紫の女』殺人事件」（徳間文庫刊）
- 監督 - 鈴木浩介
- 脚本 - 岩下悠子
- チーフプロデューサー - 中川順平（テレビ東京）
- プロデューサー - 山鹿達也（テレビ東京）、神戸將光
- 製作 - テレビ東京、BSテレ東、TSP